# Unser Lied für Liverpool 2023
L'undicesima edizione di Unser Lied für, denominata per l'occasione Unser Lied für Liverpool, si è svolta il 3 marzo 2023 e ha selezionato il rappresentante della Germania all'Eurovision Song Contest 2023.
I vincitori sono stati i Lord of the Lost con Blood & Glitter.

## Organizzazione
L'8 giugno 2022 l'emittente radiotelevisiva pubblica Norddeutscher Rundfunk (NDR) ha confermato la partecipazione della Germania all'Eurovision Song Contest 2023 a Liverpool. Il 9 novembre successivo è stata annunciata l'organizzazione di un programma di selezione pubblico per il rappresentante nazionale, riprendendo il format Unser Lied für utilizzato per l'ultima volta nel 2019. Gli artisti interessati hanno avuto la possibilità di inviare le proprie candidature entro il successivo 28 novembre; l'emittente ha inoltre lavorato direttamente con le case discografiche nazionali per la ricerca di possibili partecipanti. Le candidature sono anche state aperte al pubblico su TikTok.
L'evento si è tenuto in un'unica serata il 3 marzo 2023 presso gli MMC Studios di Colonia, con la conduzione di Barbara Schöneberger e ha visto 8 artisti competere per la possibilità di rappresentare il proprio paese a Liverpool. I risultati sono stati decisi da una combinazione di 8 giurie internazionali da 5 membri ciascuna e voto del pubblico, che ha potuto esprimere la propria preferenza via televoto, SMS e online.

### Giuria
La giuria di Unser Lied für Liverpool è stata composta da 8 giurie internazionali da 5 membri ciascuna. I portavoce delle giure sono stati:
- Austria – Cesár Sampson (Rappresentante dell'Austria all'Eurovision Song Contest 2018)
- Finlandia – Joel Hokka (Rappresentante della Finlandia all'Eurovision Song Contest 2021 come parte dei Blind Channel)
- Lituania – Vaidotas Valiukevičius (Rappresentante della Lituania all'Eurovision Song Contest 2020 e 2021 come parte di The Roop)
- Paesi Bassi – Marijke Amado
- Regno Unito – SuRie (Rappresentante del Regno Unito all'Eurovision Song Contest 2018)
- Spagna – Barei (Rappresentante della Spagna all'Eurovision Song Contest 2016)
- Svizzera – Gjon's Tears (Rappresentante della Svizzera all'Eurovision Song Contest 2020 e 2021)
- Ucraina – Jamala (Vincitrice dell'Eurovision Song Contest 2016)

## Partecipanti
I primi 8 partecipanti e i relativi brani sono stati selezionati da una commissione interna fra le 600 proposte ricevute, e sono stati annunciati il 27 gennaio 2023.
Il 3 marzo 2023, qualche ora prima dell'inizio della selezione, i Frida Gold hanno annunciato il ritiro per problemi di salute, che avevano già portato il duo a saltare anche le varie prove generali.
| Artista          | Titolo                       | Lingua                       | Compositori                                                                                     |
| ---------------- | ---------------------------- | ---------------------------- | ----------------------------------------------------------------------------------------------- |
| Anica Russo      | Once Upon a Dream            | Inglese                      | Anica Russo, Rami Jonas Bakieh, Philip Kekura Sesay, Wilma Kaisa Vilhelmiina Virintie           |
| Frida Gold       | Alle Frauen in mir sind müde | Tedesco, inglese             | Andreas Weizel, Alina Süggeler                                                                  |
| Ikke Hüftgold    | Lied mit gutem Text          | Tedesco                      | Dominik De León, Florian Apfl, Matthias Distel, Patrick Liegl                                   |
| Lonely Spring    | Misfit                       | Inglese                      | Phil Sunday, Julian Mortimer Fuchs, Simon Winston Fuchs, Manuel Schrottenbaum, Matthias Angerer |
| Lord of the Lost | Blood & Glitter              | Inglese                      | Chris Harms, Rupert Keplinger, Anthony James Brown, Pi Stoffers                                 |
| Patty Gurdy      | Melodies of Hope             | Inglese                      | Johannes Braun, Patricia Büchler                                                                |
| René Miller      | Concrete Heart               | Inglese                      | Michael David Needle, René Müller                                                               |
| Trong            | Dare to Be Different         | Inglese, vietnamita, tedesco | Elsa Søllesvik, Sasha Rangas, Stefan van Leijsen, Trong Hieu Nguyen                             |
| Will Church      | Hold On                      | Inglese                      | Eddie Jonsson, Megan Ashworth, Patrick Liegl, Will Church                                       |

### Pre-selezione TikTok
Dal 27 gennaio al 3 febbraio 2023 è stata aperta una votazione sulla piattaforma social TikTok per la scelta di un ulteriore partecipante fra 6 proposte selezionate da NDR. Il 4 febbraio Ikke Hüftgold è stato annunciato come vincitore del voto online durante il programma online Alles Eurovision condotto da Alina Stiegler e Stefan Spiegel, diventando di conseguenza il 9º finalista di Unser Lied für Liverpool.
| Artista                         | Titolo              | Lingua           | Compositori                                                                        | Voti   | Voti  | Posizione |
| ------------------------------- | ------------------- | ---------------- | ---------------------------------------------------------------------------------- | ------ | ----- | --------- |
| Ikke Hüftgold                   | Lied mit gutem Text | Tedesco          | Dominik De León, Florian Apfl, Matthias Distel, Patrick Liegl                      | 63 213 | 52,0% | 1         |
| From Fall to Spring             | Draw the Line       | Inglese          | Benedikt Veith, León Arend, Lukas Wilhelm, Philip Wilhelm, Seb Monzel, Simon Triem | 34 038 | 28,0% | 2         |
| Jona                            | 10/10               | Inglese, tedesco | Jona XX, Skender Durakovac, Tom Ulrichs, Wieland Stahnecker                        | 17 019 | 14,0% | 3         |
| Betül                           | Heaven              | Inglese          | Kevin Anyaeji, Shelley Segal, Wayne Wilkins                                        | 3 648  | 3,0%  | 4         |
| Mitchy & André Katawazi, NashUp | Summertime          | Inglese          | Alexander Deleon, Chrod Overstreet, Michael Katawazi, Nash Overstreet              | 2 432  | 2,0%  | 5         |
| Leslie Clio                     | Free Again          | Inglese          | Leslie Clio                                                                        | 1 216  | 1,0%  | 6         |

## Finale
La finale si terrà il 3 marzo 2023 presso gli MMC Studios di Colonia e sarà presentata da Barbara Schöneberger. L'ordine d'esibizione è stato reso noto il 24 febbraio 2023.
A vincere il voto della giuria e il televoto sono stati rispettivamente Will Church e i Lord of the Lost; una volta sommati i punteggi, i Lord of the Lost sono stati proclamati vincitori, avendo ottenuto un netto vantaggio nel voto del pubblico.
| # | Artista          | Titolo                       | Punteggio | Punteggio | Punteggio | Posizione |
| # | Artista          | Titolo                       | Giuria    | Televoto  | Totale    | Posizione |
| - | ---------------- | ---------------------------- | --------- | --------- | --------- | --------- |
| 1 | Trong            | Dare to Be Different         | 52        | 19        | 71        | 4         |
| 2 | René Miller      | Concrete Heart               | 54        | 8         | 62        | 7         |
| 3 | Anica Russo      | Once Upon a Dream            | 57        | 8         | 65        | 6         |
| 4 | Lonely Spring    | Misfit                       | 40        | 30        | 70        | 5         |
| 5 | Will Church      | Hold On                      | 90        | 21        | 111       | 3         |
| 6 | Patty Gurdy      | Melodies of Hope             | 22        | 34        | 56        | 8         |
| 7 | Ikke Hüftgold    | Lied mit gutem Text          | 10        | 101       | 111       | 2         |
| 8 | Frida Gold       | Alle Frauen in mir sind müde | —         | —         | —         | —         |
| 9 | Lord of the Lost | Blood & Glitter              | 43        | 146       | 189       | 1         |

| Brano                        | CHE | NLD | FIN | ESP | LTU | UKR | AUT | GBR | Totale |
| ---------------------------- | --- | --- | --- | --- | --- | --- | --- | --- | ------ |
| Dare to Be Different         | 4   | 12  | 2   | 6   | 8   | 6   | 4   | 10  | 52     |
| Concrete Heart               | 10  | 8   | 4   | 10  | 3   | 8   | 3   | 8   | 54     |
| Once Upon a Dream            | 8   | 4   | 10  | 2   | 10  | 10  | 10  | 3   | 57     |
| Misfit                       | 2   | 6   | 6   | 4   | 6   | 4   | 6   | 6   | 40     |
| Hold On                      | 12  | 10  | 8   | 12  | 12  | 12  | 12  | 12  | 90     |
| Melodies of Hope             | 3   | 1   | 3   | 8   | 2   | 2   | 2   | 1   | 22     |
| Lied mit gutem Text          | 1   | 2   | 1   | 1   | 1   | 1   | 1   | 2   | 10     |
| Alle Frauen in mir sind müde | —   | —   | —   | —   | —   | —   | —   | —   | —      |
| Blood & Glitter              | 6   | 3   | 12  | 3   | 4   | 3   | 8   | 4   | 43     |